# 미사일

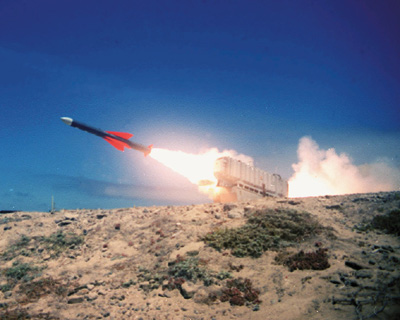
엑조세 미사일

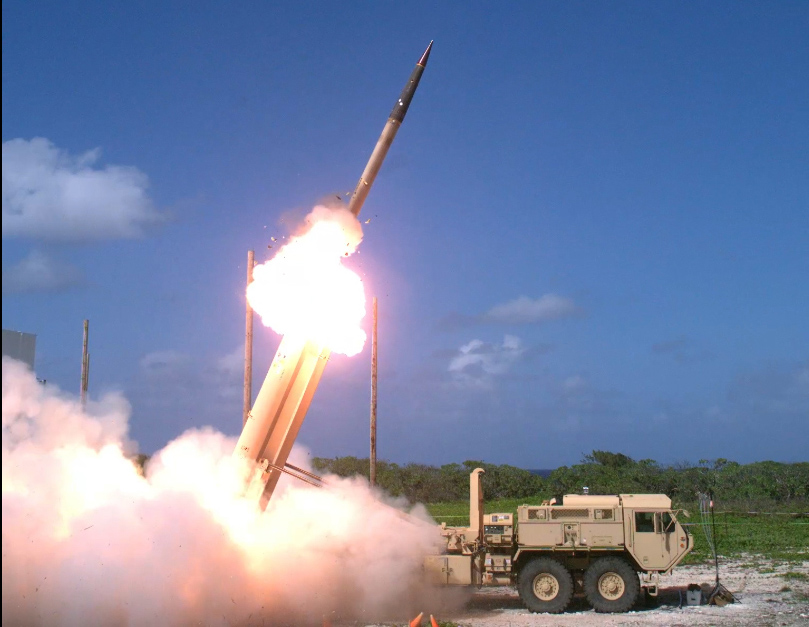
THAAD(종말고고도지역방어) 미사일

미사일(영어: missile, 문화어: 미싸일) 또는 유도탄(誘導彈)은 로켓이나 제트 엔진으로 구동되며 유도 장치에 의해 목표물에 이르러 폭발하는 무기로 목표물로 유도 가능한 공격 무기라고 정의할 수 있다. 라틴어 'Mittere(무언가를 보내다, 움직임)'에서 유래한 미사일이라는 단어는 이후 투창이나 화살처럼 적을 향해 쏘아 날리는 무기를 지칭하게 되었다.

## 로켓과 미사일의 개념
흔히 로켓과 미사일을 혼용해 사용하는 경향이 있다. 두 개념을 정확히 구분하자면, '로켓'은 가장 광범위한 개념으로 전체 집합으로 정의하며 유도탄이라고도 말하는 '미사일'은 로켓의 부분집합 개념으로 볼 수 있다. 즉, 많은 로켓 중에서 군사용 탑재물을 장착하고 목표물로 유도되는 로켓을 미사일이라고 분류할 수 있다. 로켓에는 상업용 탑재물을 장착하고 유도되는 유도로켓도 있고, 발사 후 유도되지 않는 무유도로켓도 있는데, 따라서 이들을 미사일이라고 부르지는 않는다. 기본적으로 로켓과 미사일을 이렇게 구분하지만, 하나의 로켓에서도 1단 추진구간에서는 유도되지 않다가 2단 추진구간부터 유도되는 경우가 있는 등 무유도로켓이 거의 사라진 현대에는 유도의 여부로 로켓과 미사일을 구분하는 것은 무의미하다. 대부분 군사적으로 활용되는지의 여부에 따라 로켓과 미사일을 구분한다고 할 수 있다.
한편 로켓이라는 말을 매우 광범위하게 사용하고 있어 혼란을 더 일으키기도 한다. 로켓 형상에서 가장 큰 부분이 추진기관인데, 많은 경우 이 추진기관만 따로 떼어 로켓 또는 로켓엔진이라고 칭하는 경우도 있다. 그러면서 사용 추진제의 종류에 따라 액체추진로켓, 고체추진로켓으로 구분해 부르기도 한다. 그리고 추진기관을 엔진이라 부르기도 하는데, 액체추진로켓의 경우 전문가들은 연소실(combustion chamber)과 노즐 결합체(nozzle assembly)만을 엔진이라고 한다.
그리고 위의 집합개념으로 설명한 그림에 포함되지 않은 중요한 미사일로 순항미사일이 있다. 순항미사일은 항공기의 것과 유사한 제트엔진으로 추진하며 산화제를 싣지 않고 연료만 채워 공기 중의 산소를 사용하기 때문에 로켓엔진과 구분된다. 고체추진로켓에서는 추진제, 노즐 등이 모두 한 몸체로 되어 있어 보통 엔진이라는 말을 쓰지 않고 추진기관이라는 용어를 사용한다.
한편 탑재물로 인공위성을 발사하는 경우에는 로켓의 전체 크기를 봤을 때 맨 위에 위치한 인공위성을 제외한 대부분이 추진기관이다. 이 추진기관은 크기가 수 십 미터에 달해 특별히 발사체(Launch Vehicle) 또는 우주발사체(Space Launch Vehicle)라고 부른다. 많은 경우 대륙간 탄도미사일(ICBM)의 추진기관도 발사체로 활용한다.

## 미사일의 기본 구성

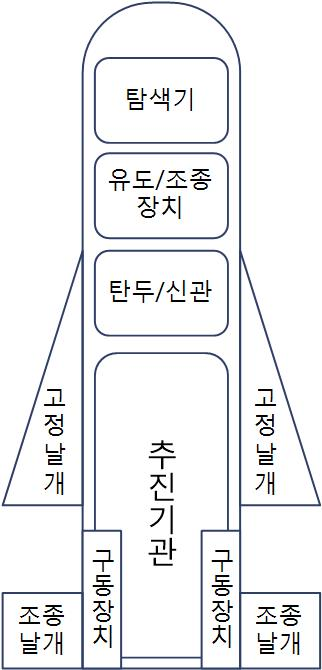
미사일의 기본 구조

위 문단에서 언급한 바와 같이 미사일은 주로 군사용 탑재물을 싣고 있다. 군사용 탑재물의 대표적인 것이 폭발물이므로 미사일의 탑재물 부위를 탄두라고 부른다. 오른쪽의 그림은 대공미사일의 한 예로, 앞에서부터 탐색기, 유도]]/조종장치, 탄두/신관, 추진기관, 구동장치, 그리고 조종날개가 있고, 측면에는 고정날개가 있다. 탐색기는 사람의 눈과 귀에 해당하는 것으로, 보통 맨 앞에 배치한다. 그 뒤에 있는 유도조종장치는 두뇌에 해당한다고 할 수 있다. 여기에는 센서와 컴퓨터, 배터리 등이 들어간다. 다음 탄두/신관에는 최종적으로 목표를 달성할 폭발물과 미사일-표적 간의 근접거리를 판단하는 장치가 있다. 그 뒷부분은 추진기관과 조종날개의 구동장치 그리고 미사일의 구성품 모두를 엮어주는 기체로 구성되어 있다. 항공기와 동일하게 비행안정성을 유지하는 주날개로 고정날개가 있고, 비행방향을 조종하기 위한 조종날개는 조종의 효율성을 위해 맨 끝에 배치한다. 조종날개를 움직여줄 구동장치는 바로 옆에 있어야 하기 때문에 그림과 같은 자리에 있다. 그림에서 생략된 세세한 구성품에는 배선장치, 전기장치, 유공압장치 등 중요한 기관들이 많다. 기본적인 구성은 그림과 같지만, 구성품의 순서는 필요에 따라 다르게 설계할 수 있다.

## 역사

### 20세기 이전의 미사일
14세기에 개발된 초기의 로켓은 화약 또는 그와 유사한 연료를 태움으로써 가속을 얻는 형태의 단순한 형태였고, 적 진영/장비/함선에 불을 지르는 용도로 많이 사용되었다. 그러나 총포류의 발달로 사정거리와 화력 모두가 모자라고 취급하기 어려운 로켓은 16세기 중반부터 제1차 세계 대전까지 전장에서 완전히 사라지게 되었다.

### 매체에 등장한 최초의 미사일
1909년 영국에서 제작된 <비행선 파괴기(The Airship Destroyer)>라는 영화는 상영 시간이 7분도 되지 않는 무성 영화이다. 이 영화에는 무인 비행체가 등장해 비행선을 파괴하는 장면이 등장하는데, 이것이 영상매체 속에서 등장한 최초의 미사일이다. 영화에 등장한 이 원격 비행체는 고무 동력기를 크게 늘려놓은 것 같은 생김새였으며, 제트엔진도 로켓도 아닌 프로펠러로 날아가는 물건이었다. 이름도 미사일이 아닌 공중어뢰였지만, 스스로 날아가 적을 쫓아간다는 점에서 현대 미사일의 정의에 꼭 들어맞는 물건이었다.

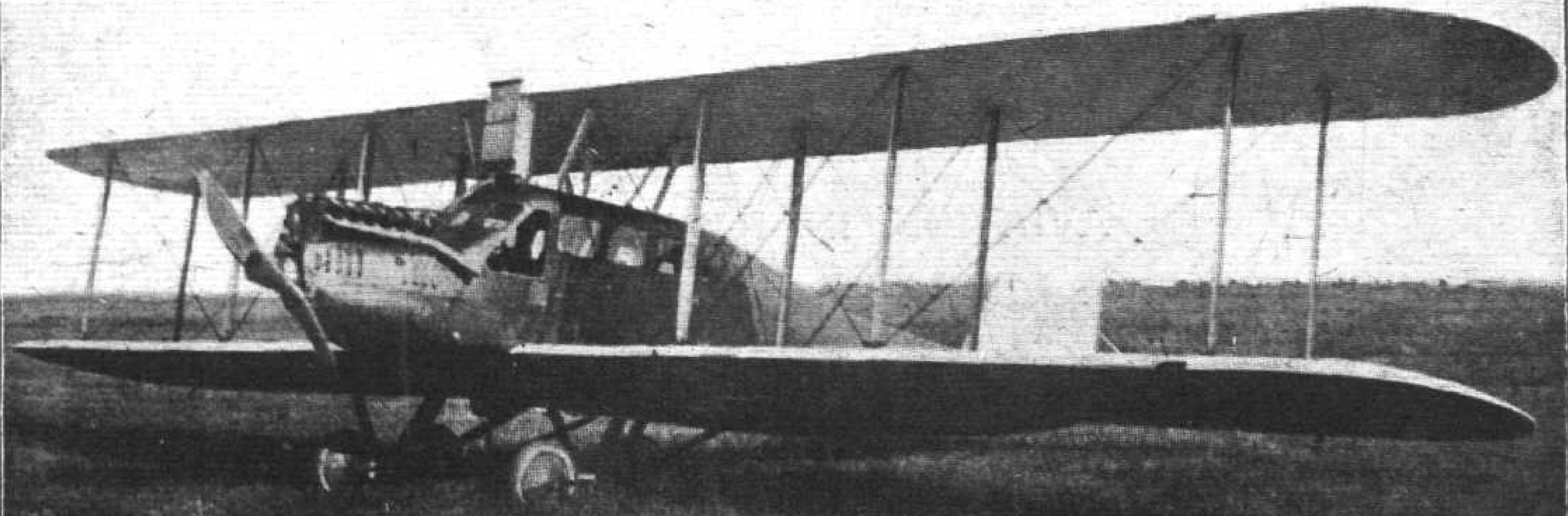
커티스와 스페리가 개발한 '비행폭탄'

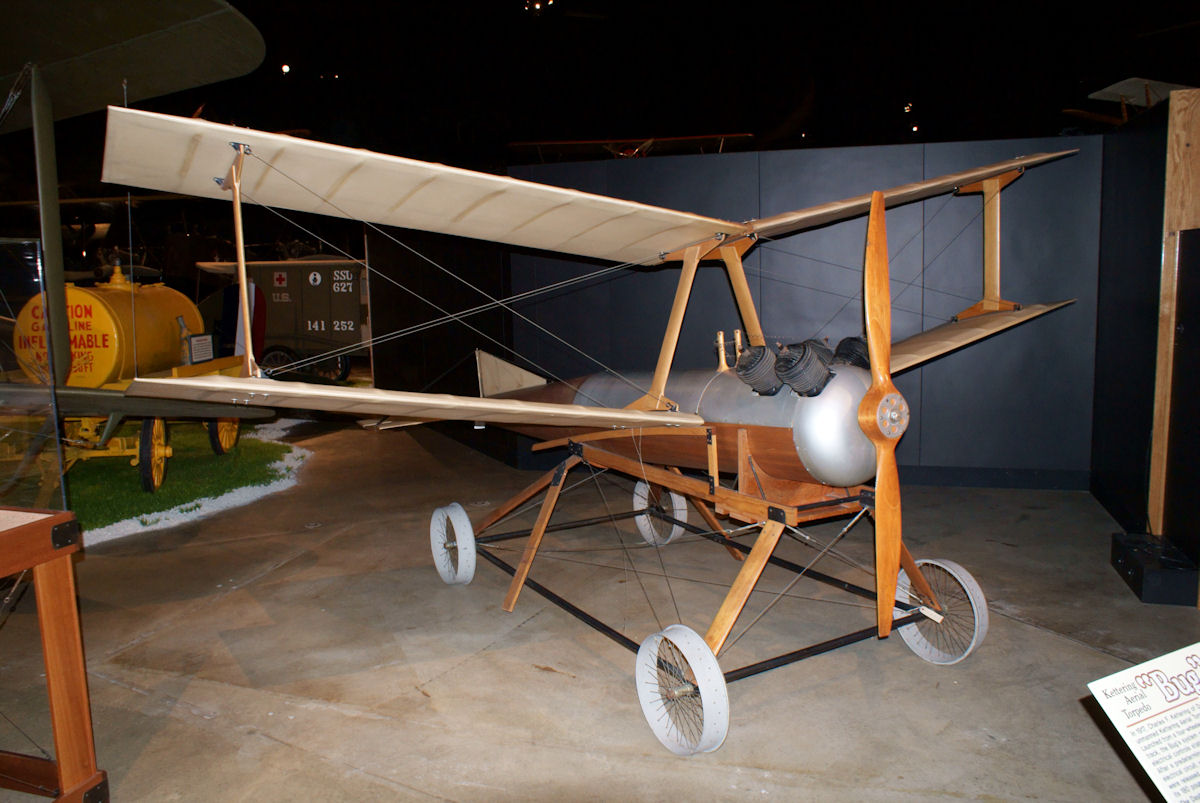
케터링이 개발한 '기계벌레'

### 미국의 비행폭탄과 기계벌레
영화가 아닌 현실에서 가장 먼저 미사일을 개발한 것은 미국이었다. 미국의 미사일은 공중의 적이 아닌 지상의 적을 겨냥하기 위해 개발한 무기였다. 앞서 언급한 영화보다 이른 1890년대부터 세계 각국의 발명가들은 자동으로 비행하거나, 비행하다가 무선 원격조종으로 표적을 향해 날아가는 비행체를 연구하고 있었다. 특히 미 해군은 이 아이디어를 발전시켜 1910년부터 사람이 타던 비행정에 자동조종장치를 탑재하는 실험을 계속하였다. 미 해군은 이 계획에 '비행폭탄'이라는 정식 명칭을 붙였다. 1917년 미국은 독일에 선전포고를 하고 제1차 세계대전에 뛰어든 상태였기 때문에, 비행폭탄은 엄청난 무기가 될 수 있었다. 그러나 비행폭탄의 실제 실험 결과는 실망스러웠고, 결국 미 해군은 1922년에 비행폭탄 계획을 모두 취소하게 되었다. 비슷한 시기 미 육군도 '기계벌레'라고 불렸던 비행폭탄과 유사한 무기를 개발하였으나, 비행폭탄과 같은 운명을 맞아 미 육군도 해당 사업을 완전히 취소하였다.

### 독일의 V시리즈
실전에 투입될 정도의 성능을 갖춘 미사일은 제2차 세계대전 중 나치 독일이 최초로 개발하였다. 바로 V1 비행폭탄과 V2 탄도미사일이다. V1과 V2는 1930년대부터 연구가 진행되었으나, 독일이 전쟁에서 열세에 접어들던 1943년경 개발이 가속화되었다. 독일은 1940년부터 꾸준히 영국에 폭탄을 투하했지만 영국 전투기들에 공격당해 피해가 점점 커졌고, 당시 히틀러는 영국군 폭격기를 효과적으로 요격하는 것보다 영국에 더 큰 피해를 입혀 폭격할 의지를 꺾어야 한다고 주장했다. 그 결과, V시리즈라는 무기가 탄생하였다. 이 V시리즈 중에서 초대형 장거리 대포인 V3는 계획으로만 머물렀고, V1과 V2는 실제로 등장해 미사일 역사에 큰 족적을 남겼다. 이 미사일은 히틀러의 재촉에 의해 1943년과 1944년에 실전에 투입되었다.

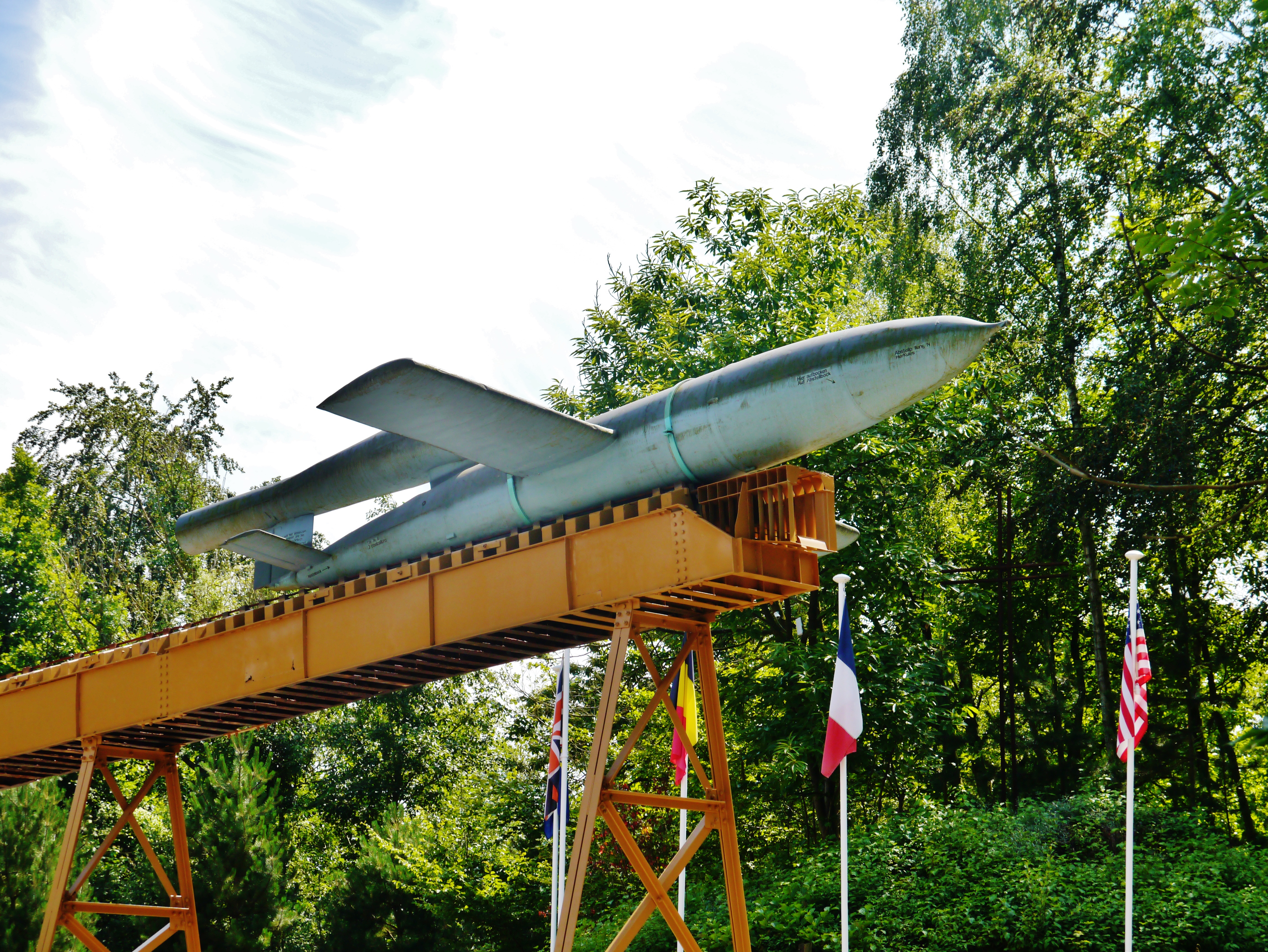
순항미사일의 원조인 V1

V1은 과거 미국이 개발했던 비행폭탄과 흡사한 개념이었다. 지상에 깔린 레일형 발사장치로 이륙했으며 자이로스코프를 이용해 고도와 방향을 유지해 계속 날아갔다. 미사일 앞에 달린 프로펠러가 맞바람에 의해 정해진 횟수만큼 회전하는 것으로 비행거리를 계산하여 표적 머리 위로 떨어지는 것도 유사했다. 그러나 V1은 이전의 비행폭탄과는 달리 펄스제트엔진이라는 일종의 간이형 제트엔진을 달아 640km/h의 속도를 낼 수 있었다. V1은 덩치도 상당히 컸기 때문에 연료를 많이 실을 수 있어 최대 250km 정도를 날아갈 수 있었다.

탄도미사일의 원조인 V2

V2는 V1보다도 혁신적이었으며, 세계 최초의 탄도미사일이라 부를 요소를 갖추고 있었다. 액체로켓을 이용해 수직으로 상승했으며 상승 중에 꼬리날개에 붙은 방향타와 로켓 분사구 뒤에 있는 작은 조종날개로 방향을 조종했다. 로켓 연료가 다 타면 미사일의 방향타는 중립에 고정되고, 미사일은 여태까지 얻은 속도를 이용해 관성에 의해 계속 솟구친 다음 포탄처럼 포물선 궤적을 그리며 하강해 목표 지점을 강타했다. V2의 비행 중 최대속도는 5,700km/h, 땅에 충돌하기 직전의 속도는 2,800km/h에 달했으며, V2가 최대 206km를 날아갈 때 기록하는 최고고도는 성층권을 넘어서는 지상 88km에 달했다.
그러나 V시리즈 무기들은 실전에 투입되긴 했어도 손익을 따졌을 때 비효율적인 무기였다. V1에 의한 사상자는 22,000여 명, V2에 의한 사상자는 7,000여 명을 기록하긴 했으나, 발사된 미사일의 수와 함께 산술적 계산을 통해 봤을 때 V1은 1발당 2명 정도의 사상자를 내는 수준이었다. V2가 엄청나게 비싼 것도 문제가 되었다. 나치 독일은 V2 미사일 프로젝트에만 30억 달러를 지출했는데, 이는 미국이 핵폭탄 개발 계획에 지출했던 19억 달러보다도 많은 금액이었다. 그렇게 많은 금액을 지출했음에도 V2는 미국의 핵폭탄만큼의 영향력을 가지지 못하였다.

### 현대의 미사일
제2차 세계 대전 이후, 장거리의 적을 공격할 수 있는 병기로써의 유도탄이 속속 등장했다. 항공전에서 적의 꼬리를 잡지 않고도 공격 가능한 공대공유도탄, 적 함의 사정거리 밖에서 함정을 공격할 수 있는 함대함유도탄, 포병보다 장거리에서 적 진영을 타격 가능한 지대지유도탄, 그리고 대양을 사이에 두고서도 폭격이 가능한 대륙간탄도유도탄 등 많은 형태의 유도탄이 출현하게 된다.
현대의 전쟁에서 미사일은 육해공 어디에서도 쓰이지 않는 곳이 없다. 용도도 다양해져, 미사일로 상대를 공격하는 한편 적이 쏘아 보낸 탄도미사일을 지대공미사일로 요격하는 시대가 됐다. 미사일이 모든 무기를 대신할 수는 없지만, 미사일 없이 군대를 구성한다는 것은 상상도 할 수 없는 일이 된 것이다.

## 추진방식

### 액체연료 로켓
액체연로 로켓은 액체 수소를 연료로 하고, 액체 산소를 산화제로 사용한다. 이는 출력이 크다는 장점이 있지만 액체 산소는 -183 °C, 액체 수소는 -253 °C 이상이 되면 기화하기 때문에 로켓에 연료를 넣어둔 채 보관할 수 없어 발사 직전에 주입해야 한다. 즉 연료를 주입하고 곧바로 발사해야 한다는 것이다. 이는 군용 미사일로서는 매우 불편한 방식이라고 볼 수 있다. 이러한 불편을 극복하고자 상온에서 보관할 수 있는 몇 가지 연료를 개발했다. 히드라진(N₂H₄)과 그 유기화합물인 비대칭 디메틸히드라진[(CH₃)₂-N-NH₂] 등이 그것이다. 산화제로는 질산(HNO₃) 혹은 그것에 사산화이질소(N₂O₄)를 가해서 만든 적연질산이 널리 사용된다. 히드라진계 연료는 독성이 강하다. 독가스를 다루는 듯한 방호복을 입고 작업을 해야한다. 질산은 무색투명하지만, 사산화이질소는 황색의 액체다. 사산화이질소는 21°C를 초과하면 이산화질소로 변화하고 적갈색의 증기를 발생시키기 때문에 적연질산으로 불린다. 적연질산은 강한 부식성이 있기 때문에 로켓의 연료탱크나 연료저장탱크는 스테인리스강을 사용해야 한다. 저장성을 개선하기 위해 0.6% 정도의 불화수소를 첨가한 것을 억제 적연질산이라고 한다. 이들 연료와 산화제의 조합은 연소실로 보내면 특별히 점화하지 않아도 연소한다. 이러한 연료를 자발착화성 추진제라고 한다.

### 고체연료 로켓
로켓은 흑색 화약을 사용하는 고체연료 로켓으로 시작되었다. 총포의 발사약이 무연화약 니트로셀룰로스계 고체연료로 크게 발전하고, 유도장치를 부착하면서 미사일 시대가 열리게 되었다. 니트로셀룰로스는 셀룰로스, 다시 말해 면과 같은 식물의 섬유를 질산으로 처리한 것이다. 현대의 총포탄에 사용하는 무연 화약의 주성분이 바로 니트로셀룰로스다. 그러나 무연 화약을 사용하는 고체연료 로켓으로는 대형 미사일을 만들 수 없었다. 연료의 시간당 발열량이 한정적이어서 무게 대비 추력 비율, 즉 비추력 제한적이기 때문이다. 따라서 초기의 탄도미사일은 액체연료를 사용하였다. 하지만 독성이 있고 인화성이 강하여 사고의 위험성이 크다는 불편한 점이 있었다. 그러나 합성 고무에 과염소산 암모늄이나 질산암모늄 등의 산화제를 이겨 넣고 이를 로켓의 동체 내부에 원하는 형상으로 성형 충전하여 비추력이 큰 추진체를 만들 수 있게 되면서 ICBM같은 대형 미사일에도 고체연료를 사용할 수 있게 되었다. 하지만 러시아는 같은 크기의 로켓인 경우, 액체연료의 출력이 더 좋기에 액체연료를 고집했다. 이에 러시아의 탄도미사일 고체연료화는 미국보다 늦었다. 현재는 러시아도 고체연료를 널리 사용한다. 액체연료는 밸브의 여닫이를 조절해서 연료의 유량을 조절할 수 있지만, 고체연료는 로켓의 동체 내부에 연료가 어떻게 충전되어 있는지에 따라 추진력이 결정된다는 특징이 있다.

터보팬 엔진의 구조

### 터보팬 엔진[5]
미사일의 추진 방식으로서 흔히 로켓 추진 방식을 떠올리는데, 순항 미사일은 제트 엔진을 사용한다. 로켓 추진은 단시간에 큰 추력을 낼 수 있지만, 사실 낭비가 큰 방식이다. 여객기의 엔진을 앞에서 보면 커다란 팬(fan)이 돌고 있는데 이것이 터보팬 엔진이다. 제트 엔진 방식의 미사일이 이러한 터보팬 엔진을 사용한다. 따라서 제트 엔진 방식을 사용하는 대표적인 순항 미사일인 토마호크의 속도는 여객기와 비슷한 880km/h 정도이다. 날아가는 도중에 적에게 발각되면 전투기에 요격될 가능성도 있는 것이다. 그래서 제트 엔진 방식을 사용하는 미사일은 레이더에 발견되기 어렵도록 초저공비행을 한다. 그 때문에 표적을 향해 순항 비행을 하게 하려면 지형을 파악해 정확한 경로를 선택해서 안정적인 항로비행을 하기에 적합한 추진력이 필요하다. 터보팬 엔진의 중저고도 성능과 효율성은 이러한 조건을 만족시킨다.

### 터보제트 엔진
터보제트는 제트 엔진의 초기 형식이다. 직경을 작게 만들 수 있고 구조를 단순하게 만들 수 있어서 신뢰성 있는 추진체로 인정받고 있다. 로켓보다는 연비가 훨씬 좋으므로 긴 사정거리를 필요로 하는 대함 미사일에 자주 사용한다. 터보제트 엔진은 공기 흡입구 바로 안쪽에 압축기가 있다. 여러 겹으로 배치된 압축기 깃이 회전해서 공기를 압축하여 연료실로 보낸다. 압축된 공기는 온도가 높아지는데, 여기에 연료를 불어넣으면 연소하고 생성되는 고압의 뜨거운 가스를 분사하여 추진한다. 그 가스의 일부로 터빈을 회전시켜서 압축기를 돌리고 흡입-연소-분사-흡입의 작동사이클이 지속된다.

### 램제트 엔진
터보제트 엔진이나 터보팬 엔진은 공기를 흡입하기 위해 압축기를 돌린다. 따라서 원래대로라면 추진력에 사용되어야 할 연소 가스로 터빈을 돌려 회전력을 얻는 데 사용한다. 이는 구조를 복잡하게 할 뿐 아니라, 추진력보다 압축기를 돌리는 데 많은 에너지를 사용하게 되어 미사일의 추진체로서는 결코 좋은 효율의 엔진이라고 할 수 없다. 램제트 엔진은 공기 통로가 점점 좁아지는 구조를 가지고 있는데, 그것만으로도 공기는 압축된다. 압축기나 터빈이 필요없는 것이다. 구조가 간단하기 때문에 일회용 미사일 엔진으로 매우 효과적이다. 그러나 램제트 엔진은 정지 상태에서는 엔진을 시동할 수 없다는 한계가 있다. 보조장치로 가속하여 공기 흡입구에 공기가 흡입되면, 압축효과가 나타나 엔진이 작동한다. 그러므로 램제트 엔진 미사일은 2단식 로켓처럼 처음에는 부스터로 쏘아올려야 한다.

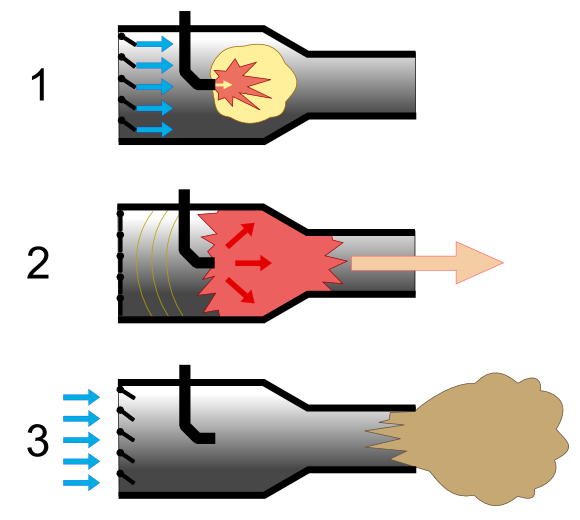
펄스제트 엔진의 구조

### 펄스제트 엔진
최초의 순항 미사일인 V1은 펄스제트 엔진을 사용했다. 펄스제트 엔진의 공기 흡입부에는 여닫히는 밸브가 있다. 발사하면 공기가 흡입되고 그곳에 연료를 보내 점화하면 연소하여 압력이 발생한다. 그 압력으로 공기 흡입 밸브가 닫히고 연소 가스는 후방으로 분출된다. 그 순간, 연소실 내의 압력이 내려가고 흡입구의 압력이 상대적으로 높아지면 다시 흡입-연소-분사의 사이클이 지속되어 엔진은 작동을 계속한다. 펄스제트 엔진도 자력발진을 할 수 없어 부스터로 발사되어야 엔진이 작동한다.

### 덕티드 로켓 엔진
덕티드 로켓 엔진은 로켓 내부의 연료를 외부공기를 빨아들임으로써 연소시켜 추진력을 얻는 방식이다. 덕티드 로켓의 고체연료에는 산화제가 조금밖에 함유되어 있지 않고 연료 성분이 많이 함유되어 있다. 그것에 공기를 공급해서 완전 연소시킨다. 그럼으로써 보통의 고체연료 로켓보다 많은 양의 연료를 가질 수 있어 사정거리를 늘릴 수 있다. 고체연료 로켓이기 때문에 액체연료를 사용하는 램제트에 비하면 구조가 간단하고 비용도 줄일 수 있다. 또한 단순한 고체연료로는 비행 중 연소 상태를 제어하기가 어렵지만, 덕티드 로켓은 흡입공기를 제어함으로써 연소반응을 조절할 수 있다.

## 유도방식
유도란 미사일이 목표물에 명중하는 방법이다. 개발자들이 택하는 미사일의 유도 방식에는 여러 가지가 있는데 표적이 움직이는가, 움직이지 않는가, 미사일에 달린 센서의 종류는 무엇인가, 미사일의 사거리는 어떠한가, 심지어 사용할 수 있는 기술 수준이나 미사일의 가격 등 다양한 요인을 따져 유도 방식을 결정한다. 필요한 경우에는 한 가지 미사일에 두세 가지 유도 방식을 혼합하여 사용하기도 한다. 미사일의 다양한 유도 방식을 항법유도(Navigation Guidance), 지령유도(Command Guidance), 호밍유도(Homing Guidance), 이렇게 세 가지로 분류할 수 있다.

### 항법유도
배나 비행기, 자동차가 정해진 목적지를 향해 항법을 이용해 정확히 찾아가듯, 미사일이 항법장치를 이용해 정확히 표적을 향해 날아가는 방식을 항법유도라 한다. 항법유도를 사용하는 미사일에는 일반적으로 표적의 좌표 정보가 입력된다. 그러면 미사일은 항법장치를 통해 자신의 위치를 파악하고, 유도장치는 자신의 위치 및 표적의 위치를 참고하여 일정한 비행경로에 따라 표적에 도달하도록 미사일을 조종한다. 미사일 종류에 따라 이러한 비행경로는 스스로 정하기도 하며 사람이 직접 특정한 패턴으로 날아가도록 경로점을 지정해주기도 한다. 항법유도 방식은 정해진 표적을 쫓아간다기보다는 지도상에 정해진 좌표를 향해 날아가는 것이므로 일반적으로 고정되어 있는 지상표적을 공격할 때 주로 쓰인다. 다만 지령유도와 조합하면 이동하는 표적을 공격하는 것도 가능하다. 항법의 핵심은 자신의 위치를 아는 것이다. 그렇기에 항법유도는 미사일이 자신의 위치를 정확히 찾기 위해 다양한 방법을 사용한다. 대표적으로 관성항법유도, 천문항법유도, 위성항법유도, 지형참조유도 등이 있다.

### 지령유도
지령유도는 미사일이 스스로 표적을 향해 어떻게 날아갈지 결정하지 못하고 오직 지령에 따라 움직이기만 하는 방식을 말한다. 이 방식을 사용하면 미사일 자체는 복잡한 컴퓨터도 필요 없고, 항법장치나 적을 찾기 위한 탐지장치도 필요 없으며 오직 외부에서 보내오는 지령을 받아들이는 안테나만 있으면 된다. 지령유도는 일회용인 미사일에 비싸고 복잡한 유도 관련 전자장치를 넣지 않아도 된다는 점에서 유용한 방식이다. 특히 과거에는 전자장치가 지금에 비해 덩치도 크고 무게도 많이 나가 미사일 내의 좁은 공간에 넣기 어려웠기 때문에 지령유도 방식이 더욱 각광을 받았다. 항법유도 방식은 표적이 고정된 경우에만 사용할 수 있는 데 비해, 지령유도 방식은 표적의 움직임에 맞춰 지령을 계속 바꿈으로써 미사일이 움직이는 표적에 명중하도록 할 수 있다. 다만 이 방식은 미사일이 표적에 명중하는 순간까지 계속 지령을 보내줘야만 제대로 된 명중률이 나온다는 단점이 있다. 그래서 미사일 사수가 제대로 확인할 수 없는 위치에 있는 표적은 지령유도 방식을 적용하기 어렵다. 1940~1950년대에 등장한 일부 미사일은 전투기 조종사나 통제요원이 작은 조이스틱으로 원격조작하기도 하였다. 그러나 이 방식은 사용자의 능력에 따라 명중률의 편차가 매우 크고, 아무리 숙련된 사용자라고 해도 빠른 속도의 미사일을 조작해 표적을 맞히는 것은 어려운 일이었다. 이처럼 수동 지령유도 방식은 사용하기가 어려워 현재에는 사용되지 않고 있다. 현재 사용되고 있는 지령유도 방식은 비시선 지령유도, 시선 지령유도, 빔라이딩 유도, 이렇게 세 가지로 분류된다.

### 호밍유도
호밍(homing)은 본래 집을 찾아간다는 뜻을 가지고 있다. 호밍유도 방식 미사일은 탐색기라는, 사람의 눈과 귀에 해당하는 장치가 있어 미사일이 직접 표적을 찾아 날아갈 수 있다. 이 방식의 가장 큰 장점은 미사일이 표적에 가까이 다가갈수록 더 정확히 표적의 위치를 알 수 있다는 점이다. 호밍유도 방식은 탐색기의 형태에 따라 크게 수동·반능동·능동 방식으로 나뉜다.
| 호밍유도의 방식 | 개요                                                                            | 장점                                                                                                 | 단점                                                   |
| --------------- | ------------------------------------------------------------------------------- | --- | ------------------------------------------------------ |
| 수동 호밍유도   | 적외선, 전파, 가시광선 등 적에게서 나오는 신호를 바탕으로 표적을 찾는 방식      | - 탐색기가 간단함 - 다양한 센서 사용 가능 - 적이 미사일을 사전에 탐지하기 어려움 - 발사 후 망각 가능 | - 조건에 따라 명중률 기복 - 탐지거리가 짧음            |
| 반능동 호밍유도 | 아군이 표적에 비춘 신호가 반사되어 나오는 반사 신호를 바탕으로 표적을 찾는 방식 | - 탐색기가 비교적 간단함 - 먼 거리 표적도 공격 가능                                                  | - 적이 미사일을 사전에 탐지 가능 - 발사 후 망각 불가능 |
| 능동 호밍유도   | 미사일이 스스로 신호를 보내고 그 신호를 이용하여 표적을 찾는 방식               | - 기상 상태, 표적 상태에 무관한 공격 가능 - 먼 거리 표적도 공격 가능 - 발사 후 망각 가능             | - 적이 미사일을 사전에 탐지 가능 - 탐색기가 복잡함     |

## 같이 보기
- 미사일 목록 (용도별)
- 미사일 목록 (이름순)
- 대륙간 탄도 미사일
- 잠수함 발사 탄도 미사일
- 순항 미사일
- 탄도 미사일

## 참고 문헌
- 가지 도시키, 「미사일 구조 교과서」, 신찬ㆍ박종성 역, 보누스, 2017.
- 박준복, 「미사일 이야기」, 살림, 2013.
- 이승진, 「미사일 바이블」, 플래닛미디어, 2019.
- 정규수, 「ICBM, 악마의 유혹」, 지성사, 2012.